# O chytré kmotře lišce
O chytré kmotře lišce je československý animovaný televizní seriál z roku 1982 poprvé vysílaný v rámci Večerníčku v listopadu roku 1983. Seriál vznikl na základě stejnojmenné pohádky Josefa Lady z roku 1937.
Pohádku do scénáře zpracoval Jindřich Vodička, byl zpracován na základě výtvarných podkladů Josefa Lady. Hudbu připravil Miloš Vacek. Vypravěčkou seriálu byla Jiřina Bohdalová. Režisérem byl Eduard Hofman. Bylo natočeno 13 epizod, v délce cca 7 až 8 minut.

## Další tvůrci
- Československá televize Praha uvádí seriál "O chytré kmotře lišce"
- Námět národní umělec: Josef Lada
- Dramaturgie: Irena Povejšilová
- Scénář: Jindřich Vodička
- Výtvarná realizace podle: Josef Lada, Břetislav Dvořák, Bohumil Šiška
- Animace: Břetislav Dvořák
- Výtvarník: Josef Lada
- Hovoří: Jiřina Bohdalová
- Hudba: Miloš Vacek
- Střih: Marta Látalová
- Kamera: Emil Strakoň
- Vedoucí produkce: Jiří Šebestík
- Režie zasloužilý umělec: Eduard Hofman
- Pro hlavní redakci vysílání pro děti a mládež vyrobil: Krátký Film Praha
- Studio Bratři v triku – Nositel Řádu práce
- Zpracovaly: Filmové Laboratoře Barrandov
- © 1983 Československá televize Praha

## Úvod do děje
Příhody chytré lišky, kterou přivedl hajný Vobinuška svým dětem a která se nejen naučila rozumět lidské řeči, ale i lidskou řečí mluvit a naučila se i psát.

## Seznam dílů
1. V hájovně u pěti buků – 14. listopadu 1983
2. Nový domov – 15. listopadu 1983
3. Povedený rybolov – 16. listopadu 1983
4. Stolečku prostři se – 17. listopadu 1983
5. Čertovský gramofon – 18. listopadu 1983
6. Sláva telefonu – 19. listopadu 1983
7. Smělý dopis –  20. listopadu 1983
8. Výprava do Nohavic – 21. listopadu 1983
9. Poklad na silnici – 22. listopadu 1983
10. Liška se stává slavnou – 23. listopadu 1983
11. Zkouška na hajného – 24. listopadu 1983
12. Jak se knížepán div nerozsypal smíchy – 25. listopadu 1983
13. Hajný z Malinového vršku – 26. listopadu 1983